# Comunidade Intermunicipal do Algarve

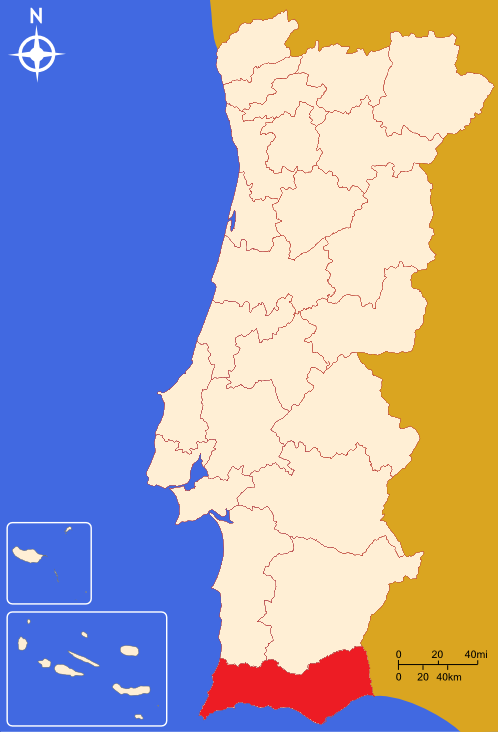
Comunidade Intermunicipal do Algarve

A Comunidade Intermunicipal do Algarve, também designada por Associação de Municípios do Algarve ou AMAL, é uma comunidade intermunicipal (CIM) de Portugal. É composta por 16 municípios. A área geográfica corresponde à NUTS III do Algarve.
Foi a 13 de março de 1992 como "Associação de Municípios do Algarve", e estabelecida a 12 de setembro de 2013 como "Comunidade Intermunicipal do Algarve"

## Municípios
| Município                  | Área (em km²) | População (censo de 2011) |
| -------------------------- | ------------- | ------------------------- |
| Albufeira                  | 140,7         | 40.828                    |
| Alcoutim                   | 575,4         | 2.917                     |
| Aljezur                    | 323,5         | 5.884                     |
| Castro Marim               | 300,8         | 6.747                     |
| Faro                       | 201,8         | 64.560                    |
| Lagoa                      | 88,3          | 22.975                    |
| Lagos                      | 213           | 31.049                    |
| Loulé                      | 764,4         | 70.622                    |
| Monchique                  | 395,3         | 6.045                     |
| Olhão                      | 130,9         | 45.396                    |
| Portimão                   | 182,1         | 55.614                    |
| São Brás de Alportel       | 153,4         | 10.662                    |
| Silves                     | 680,1         | 37.126                    |
| Tavira                     | 607           | 26.167                    |
| Vila do Bispo              | 179,1         | 5.258                     |
| Vila Real de Santo António | 61,3          | 19.156                    |
| Total                      | 4997,1        | 451.006                   |